# Хорхе де Вільялонга
Хорхе де Вільлонга, 2-й граф де ла Куева (ісп. Jorge de Villalonga; 1665–1735) — іспанський правник і генерал, перший віцекороль Нової Гранади.

## Біографія
Вільялонга був лицарем Мальтійського ордена. В іспанському війську він дослужився до звання генерал-лейтенанта. Згодом отримав місце у військовій раді Майорканського королівства, мав адвокатську практику.
Був одружений зі своєю племінницею Каталіною Марією де Вільялонга-і-де Веласко, дочкою його брата Франсіско.
1708 року був призначений мером перуанського порту Кальяо.
15 грудня 1718 року, перебуваючи на посаді командувача армії Перу, Хорхе де Вільялонга отримав звістку про своє призначення на пост віцекороля новоствореної колонії Нової Гранади.
Вільялонга збентежив жителів Боготи, зі значною помпезністю ввійшовши до столиці. Й у подальшому спосіб його життя різко контрастував зі злиднями місцевих жителів. Як і його попередник, Вільялонга мав вказівку з метрополії подолати місцеву політичну корупцію. З цією метою віцекороль вдався до окремих показових кроків, насправді ж його адміністрація сама стала розсадником хабарництва.
Також одним із завдань віцекороля було запобігання розвитку місцевого виноробства й текстильного виробництва, щоб забезпечити відсутність конкуренції іспанській промисловості.
В листопаді 1720 року іспанські війська здійснили напад на старе голландське поселення на узбережжі сучасної Венесуели, що вважалось центром контрабандистів. В результаті поселення було зруйновано, в тому числі постраждала місцева синагога.
Впродовж усього свого правління Вільялонга надсилав до іспанського двору рекомендації щодо ліквідації віцекоролівства Нова Гранада, аргументуючи це бідністю й нездатністю колонії забезпечувати власні потреби. У вересні 1723 року король Філіп V дослухався до свого намісника та своїм указом відновив стан справ, за якого Богота підпорядковувалась віцекоролівству Перу. Повторне об'єднання юридично відбулось 11 травня 1724 року. Вже 31 травня Вільялонга залишив Боготу.